# شجره طریقت چشتیه
تلازمی شریعت و طریقت
- به شریعت اطاعت لازم است و طریقت بشرط ارادت است
- شریعت بحکم است و طریقت به بدل است
- طریقت تکمیل شریعت است
- طریقت تکمیل عبادت است
- شریعت وضو است و طریقت نماز

تصوف در اصل به وجه عرفانی اسلام اطلاق می‌شود. مکتب تصوف را که تقریباً در همهٔ فرق و سلسله‌های تصوف وجود دارد بر چهارپایه می‌توان در نظر گرفت:
۱. رها شدن از حس ظاهری و بشری
۲. انجام تکالیف خاص (مثلاً ریاضات) برای رسیدن به مراحل سلوک
۳. کشتن نفس و خودخواهی
۴. اتصال و رسیدن به حقیقت الهی و فنای در وی
بزرگترین هدف یک صوفی آنست که تا حد توان به خدا نزدیک شده و خواست خود را قربانی خواست خداوند نماید؛ و بنابراین خداوند را در تصوف «معشوق» یا «محبوب» می‌خوانند و شخص صوفی که در پی خداست دوستدار و «عاشق» است. -
در پنجم و ششم صدی هجری چند بزرگانی دین در خراسان قصبه چشت یک سلسله رشد و هدایت را ابتدا کردن این خانقاهی نظام بنامی سلسله چشتیه دوام گرفت- بزرگان این شاخ از سلسله چشتیه استن او از یکی با
دیگری خرقه ارادت را گرفتن

## شجره طریقت سلسله چشتیه
- محمد
- علی
- خواجه حسن بصری
- خواجه عبدالواحد بن زید
- خواجه فضیل ابن عیاض
- خواجه ابراهیم بن ادهم البلخی
- خواجه حذیفه مرعشی
- خواجه ابو هبیره بصری
- خواجه ممشاد علوی دینوری
- خواجه ابو اسحاق شامی
- خواجه ابو احمد ابدال
- خواجه ابو محمد چشتی
- خواجه ابو یوسف چشتی
- خواجه قطب الدین مودود چشتی
- خواجه شریف زند نی
- خواجه عثمان هارونی
- خواجه معین الدین چشتی اجمیری
- خواجه قطب الدین بختیار کاکی
- بابا فرید گنج شکر
- نظام الدین اولیاء
- نصیرالدین چراغ دهلوی
- حاج محمد صادق تخت فولادی (مزار در تخت فولاد اصفهان تکیه مادر شاهزاده)